# São José da Safira
São José da Safira là một đô thị thuộc bang Minas Gerais, Brasil. Đô thị này có diện tích 214,454 km², dân số năm 2007 là 3929 người, mật độ 18,8 người/km².